# アロイス・ツィンケ
アロイス・ツィンケ（Alois Zinke、1892年 - 1963年）は、オーストリアの化学者。

## 略歴
- 1892年 - Bärnbach、スティリアで生まれる
- 1915年 - グラーツ大学で博士号取得
- 1920年 - グラーツ大学で有機化学を教える
- 1927年 - グラーツ大学で化学の教授になる
- 1963年 - グラーツにて死去

## 活動
多環芳香族炭化水素の先駆的な業績を挙げた。彼の研究分野は師だったRoland SCHOLLの影響を受けて多環芳香族炭化水素だったが、後にフェノール樹脂へ移った。また、グラーツ大学の化学研究所長としても活躍した。第二次世界大戦後はドイツの大学が破壊され、生徒数が増大すると予想されたので政府から与えられた欧州復興計画の予算で拡張しようとしたが、教員の増員は学位の認定と過去の政治的な関与に関する理由で増員は滞った。

## 論文
- Zinke, Alois, and Erna Unterkreuter. "Über einige neue Derivate des Perylens." Monatshefte für Chemie und verwandte Teile anderer Wissenschaften 40.8-10 (1919): 405-410.
- Zinke, Alois, and Rupert Dengg. "Eine Synthese des Perylens über das 1, 12-Dioxyperylen." Monatshefte für Chemie/Chemical Monthly 43.3 (1922): 125-128.
- Zinke, Alois, Walter Hirsch, and E. Brozek. "Untersuchungen über Perylen und seine Derivate." Monatshefte für Chemie/Chemical Monthly 51.1 (1929): 205-220.
- Zinke, A., and A. Pongratz. "Über das Perylen‐tribromid von K. Brass und E. Clar (Untersuchungen über Perylen und seine Derivate, XLIII. Mitteil.)." European Journal of Inorganic Chemistry 69.7 (1936): 1591-1593.
- Zinke, A., and A. Pongratz. "Über die Perylen‐trihalogenide von K. Brass und E. Clar (Untersuchungen über Perylen und seine Derivate, XLIX. Mitteil)." European Journal of Inorganic Chemistry 70.2 (1937): 214-218.
- Alois, Zinke, and Honel Herbert. "Phenol-terpene resinous condensation products and process of making them." U.S. Patent No. 2,123,898. 19 Jul. 1938.

他多数

## 特許
- アメリカ合衆国特許第 1,697,137号
- アメリカ合衆国特許第 1,629,194号
- アメリカ合衆国特許第 1,681,077号
- アメリカ合衆国特許第 1,903,708号
- アメリカ合衆国特許第 2,123,898号
- アメリカ合衆国特許第 2,154,192号
- アメリカ合衆国特許第 2,162,172号
- アメリカ合衆国特許第 2,212,805号